# Джейкоб, Маргарет
Маргарет Джейкоб (англ. Margaret C. (Candee) Jacob; род. 9 июня 1943, Нью-Йорк, Нью-Йорк) — американский историк, специалист по раннему Новому времени. Доктор философии (1968, Корнелл), заслуженный исследовательский профессор Калифорнийского университета в Лос-Анджелесе, где трудится с 1998 года. Член Американского философского общества (2002). Экс-президент American Society for Eighteenth-Century Studies. Лауреат Gottschalk Prize (1976).

## Биография
Её родители-католики из рабочего класса перебрались в Соединённые Штаты из Северной Ирландии.
Окончила St. Joseph's University (New York) (бакалавр, 1964). В Корнелле получила степени магистра (1966) и доктора философии по истории.
Первоначально поступила в аспирантуру, намереваясь изучать Веймарскую республику. Однако Henry Guerlac, один из основоположников дисциплины истории науки в США, подключил её к работе по изучению наследия Ньютона.
Аспиранткой её потрясла книга Фрэнсис Йейтс Giordano Bruno and the Hermetic Tradition (1964).
Работала в Новой школе социальных исследований и Пенсильванском университете, Городском университете Нью-Йорка, Амстердамском университете, Утрехтском университете. Член Американской академии искусств и наук (2013), Королевского исторического общества и Koninklijke Hollandsche Maatschappij der Wetenschappen.
Почётный доктор Утрехтского университета (2002).
В своем труде The Radical Enlightenment (1981) и во многих позднейших работах она подчеркивает распространение ньютонианства как ключевой элемент для понимания Просвещения.

## Труды
- The Newtonians and the English Revolution, 1689—1720 (1976)
- The Radical Enlightenment (1981)
  - The Radical Enlightenment: Pantheists, Freemasons and Republicans (второе пересмотренное издание, 2003)
- The Cultural Meaning of the Scientific Revolution (1988)[9]
- Living the Enlightenment: Freemasonry and Politics in Eighteenth-Century Europe (Oxford University Press, 1991)
- Telling the Truth About History (coauthored with Joyce Appleby and Lynn Hunt, 1994)[10]
- Newton and the Culture of Newtonianism (1995)
- Scientific Culture and the Making of the Industrial West (1997)
- The Enlightenment: A Brief History with Documents (2000)
- Practical Matter: Newton’s Science in the Service of Industry and Empire (2006)
- Strangers Nowhere in the World: The Rise of Cosmopolitanism in Early Modern Europe (2006)
- The Origins of Freemasonry: Facts and Fictions (2007)
- The Scientific Revolution: A Brief History with Documents (2009)
- The Book That Changed Europe (2010)
- The Secular Enlightenment (Princeton, Oxford, Princeton University Press, 2019, 339 pages) {Рец. Cécile Révauger[англ.], , }

Редактор The Enlightenment: A Reader (1998).